# Os Turn Fotball
Os Turn Fotball är en fotbollsklubb i Bjørnafjordens kommun i Vestland fylke i västra Norge. Den startades 1919 och spelade 1975 i Norges högsta division.

### Fotnoter
1. ↑  ”Norwegian first division 1975” (på engelska). RSSSF Norway. http://www.rsssf.no/1975/First.html. Läst 29 september 2017.